# Hoochie Coochie Man
Hoochie Coochie Man — блюзовый стандарт, написанный Вилли Диксоном и впервые исполненный Мадди Уотерсом в 1954 году. Песня достигла восьмой строки в хит-параде Hot R&B/Hip-Hop Songs журнала Billboard.
В 1984 песня вошла в Зал славы Блюза, в 1998 году она получила награду Grammy Hall of Fame Award, стала частью списка 500 Songs That Shaped Rock and Roll Зала славы рок-н-ролла и заняла 225 место в списке 500 величайших песен по версии журнала Rolling Stone.
В записи оригинальной песни в 1954 году участвовали Мадди Уотерс (соло-вокал, гитара), Вилли Диксон (бас), Литтл Уолтер (губная гармоника), Отис Спэнн (пианино), Джимми Роджерс (гитара) и Фред Белоу (ударные).
После выхода оригинального сингла песня много раз перезаписывалась, в том числе Джимми Смитом, Джими Хендриксом, Steppenwolf, Motorhead, Gordon Blaze и другими.
Песня «Hoochie Coochie Man» в исполнении Мадди Уотерса вместе с ещё тремя его песнями, — «Got My Mojo Working», «Mannish Boy» и «Rollin’ Stone», — входит в составленный Залом славы рок-н-ролла список 500 Songs That Shaped Rock and Roll.
Hoochie coochie — это сексуально-провокационный танец, ставший широко популярным во время и после Всемирной выставки 1893 года.
Традицию хучи-кучи танцев привезла в 1925 году в Европу Джозефин Бейкер — афроамериканская танцовщица, жившая в Париже. Её знаменитый «банановый танец», получивший своё название от пучка бананов, который являлся единственным предметом одежды на танцовщице, представлял собой нечто среднее между танцем живота и стриптизом. Он и является классическим танцем «хуч».
Само слово coochie, по одной из версий, произошло от французского coucher (уложить, переспать) и вначале означало «юбка». Некоторое время спустя оно получило ещё одно значение — «то, что находилось под юбкой», а выражение hoochie-coochie помимо стиля танцев, стало означать ещё и секс. И уже в 30-е годы[уточнить] «Hoochi Coochie Mamma» означало «девушка лёгкого поведения».
Также в 70-годах[уточнить] словом hoochi в США называли «самогон».